# Christian Ernst Boecler

Christian Ernst Boecler.

Christian Ernst Boecler född 16 mars 1742 i Stockholm, död 18 mars 1800 i Uppsala, var en svensk läkare och en av Linnés lärjungar.

## Biografi
År 1765 reste Boecler till universitetet i Uppsala där han studerade medicin, samt avlade de för doktorsgraden erfordrade examina. År 1770 undergick han i Stockholm likaledes kirurgiska prov, och kallades den 24 november samma år till ordinarie akademikirurg i Uppsala.
Sedan han i juni 1772 försvarat en av honom själv författad gradualdisputation, anträdde han i juli månad samma år en utrikes resa. Han begav sig via Göteborg till Havre-de-Grace, därifrån genom Rouen till Paris där han i tio månader ökade sina kunskaper i anatomi, övade sig i kirurgiska operationer och besökte hospitalerna. Från Paris for han över Hamburg till Berlin; varpå han efter några veckors tid fortsatte hemresan över Greifswald, Stralsund och Ystad, och kom i slutet av december 1773 tillbaka till Uppsala.
Den 27 maj 1774 erhöll han fullmakt att vara stadsläkare i Uppsala. Samma år den 29 september promoverades han där till medicine doktor.
Sedermera utövade han både medicin och kirurgi, hela tiden i Uppsala, och dog där den 18 mars 1800, av en elakartad feber. Han hade stundom synnerliga infall, men var en kunnig man och bevistade ofta kunglig livmedikus Adolph Murrays föreläsningar i anatomi.

## Donationer
Av sin efterlämnade kvarlåtenskap testamenterade han till Uppsala universitetsbibliotek 1885 volymer medicinska böcker och 481 volymer utländska medicinska disputationer; dessutom 59 stycken kirurgiska instrument, samt 315 läkarporträtt.
Fastigheten Cassiopea 13 i Gamla Stan i Stockholm testamenterade han till sina fem kusiner.

## Familj
Christian Ernst Boeclers föräldrar var gördelmakare Christian Henrik Böckler och Johanna Maria Hoffman. Boecler dog ogift.